# Jakobuskirche (Ruhrort)

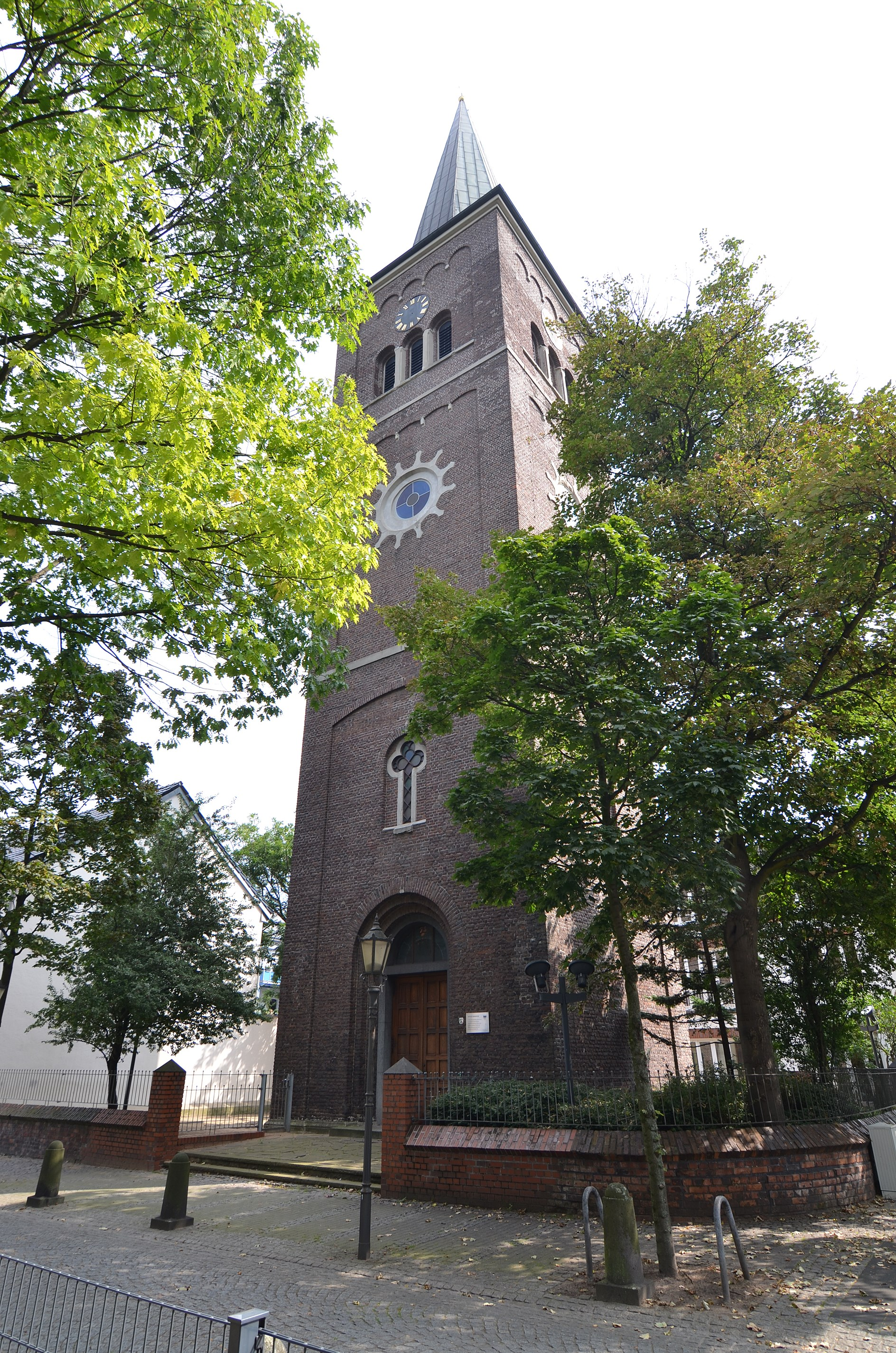
Erhaltener Turm der Jakobuskirche (2014)

Die Jakobuskirche war die evangelische Kirche der ehemals eigenständigen Stadt Ruhrort, welche heute zu Duisburg gehört. Sie wurde in den 1840er Jahren als eine von nur 14 evangelischen Kirchen im Rheinland erbaut. Bis zum Krieg stellte sie eine aufwendig gestaltete Emporenkirche dar, nach Kriegsschäden wurde sie als Saalkirche wieder aufgebaut.

## Geschichte
Der Sakralbau geht zurück auf die mittelalterliche Kirche in der Ruhrorter Altstadt, die im Zuge der Reformation evangelisch wurde und rund hundert Meter von der heutigen Jakobuskirche entfernt stand. Diese wurde allmählich zu klein, sodass 1842 eine neue Kirche erbaut wurde. Im Zweiten Weltkrieg brannte sie inklusive der Inneneinrichtung bis auf Reste ihrer Außenmauern und den Turmschaft aus, auch der Spitzhelm des Turmes ging verloren. Von 1955 bis 1956 fand der Wiederaufbau in Form einer Saalkirche statt und der Turm erhielt nur noch ein flaches Zeltdach. Ende 1983 wurden die Gottesdienste erstmals in das Gemeindehaus verlegt, seit 1984 wird die Jakobuskirche nicht mehr für Gottesdienste benutzt. Am 15. März 1985 wurde die Kirche als Baudenkmal unter der Nummer 42 in die Denkmalliste der Stadt Duisburg (Stadtbezirk Homberg/Ruhrort/Baerl) eingetragen. Im September 1990 wurde der Beschluss gefasst, das baufällig gewordene Kirchenschiff abzureißen. Dieser Plan wurde bis 1991 umgesetzt. Im Zuge von Renovierungsarbeiten um diese Zeit erhielt der erhaltene und weiter denkmalgeschützte neuromanische Turm seinen Spitzhelm wieder. Im Mai 2013 wurde die Jakobuskirche mit dem benachbarten Gemeindehaus Teil der Themenroute 26 – Sakralbauten der Route der Industriekultur.

## Beschreibung und Ausstattung
Der ursprüngliche Bau wurde als Emporenkirche mit dreiseitig umlaufenden Emporen errichtet. Die Stützen, die bis zur Decke führten, waren durch Arkaden miteinander verbunden.
Die von drei Rundbogenfenstern durchleuchtete Apsis der Saalkirche befand sich im Osten des Kirchenschiffes. Hier stand auch der Altar, der aufgrund des Abrisses in das Gemeindehaus versetzt wurde. In die Langseiten des Schiffes waren jeweils fünf weitere Rundbogenfenster eingelassen. Die Verzierungen der Dachtraufe wurden rekonstruiert und in den Vorkriegszustand versetzt. Der Mittelsaal wurde im Stil der 1950er Jahre architektonisch schlicht gehalten. Die aufwendige Emporenkonstruktion wurde nicht wiederhergestellt, allerdings wurde eine kleinere Empore mit hölzerner Brüstung an der Westseite eingebaut.

## Gemeindehaus

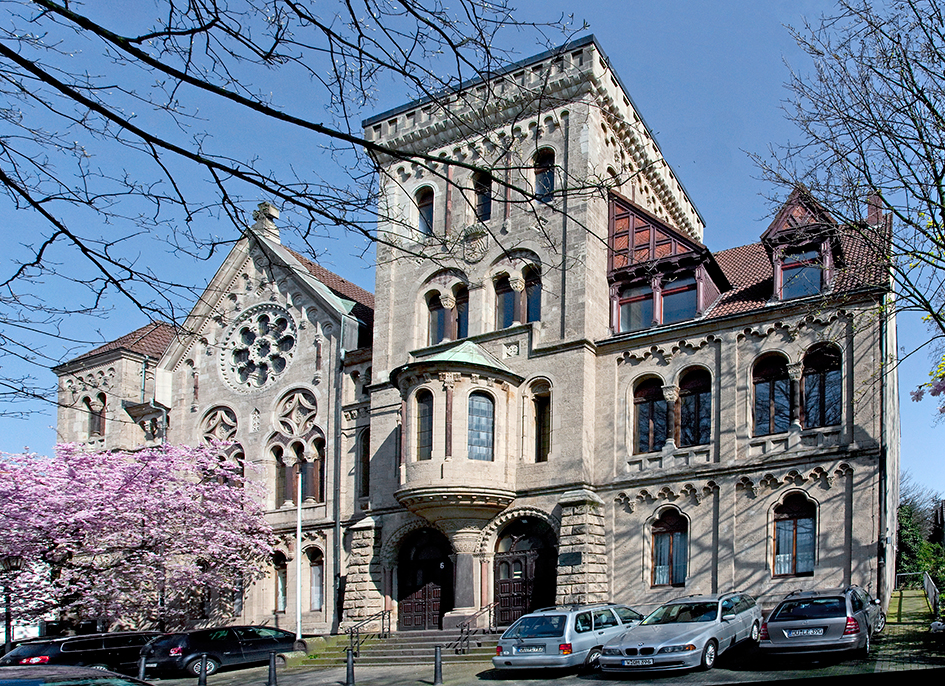
Das ehemalige evangelische Gemeindehaus wurde 1902–1903 erbaut

Der Betsaal an der Dr.-Hammacher-Straße 4–6 wurde zwischen 1902 und 1903 nach Plänen des Architekten Karl Siebold unter der Bauleitung von Fritz Niebel im Stil der Neuromanik erbaut. Er kombiniert verschiedene architektonische Elemente, darunter mehrere rundbogige Zwillings- und Drillingsfenster, Gesimse und Rundbogenfriese sowie geschnitzten Türen, Steinreliefs und die kirchenartige Giebelfront. Das denkmalgeschützte Gebäude wurde zunächst von der niederländischen Calvinistengemeinde genutzt. Seit Ende 1983 hielt hier die evangelische Kirchengemeinde Ruhrort ihre Gottesdienste. 2007 musste es diese aufgrund von finanziellen Aspekten verkaufen, seit 2008 ist es in Besitz der Firma Haniel, die es unter anderem für Kunstausstellungen nutzt.
Der kleinere Saal im Inneren wurde bis zum Verkauf noch von der stark geschrumpften calvinischen Gemeinde genutzt. Der größere Saal des ehemaligen Gemeindehauses ist für Gottesdienste ausgelegt und fasst rund 400 Personen. Das neue Gemeindezentrum befindet sich nun im Gebäude Dr.-Hammacher-Straße 10, das etwa 100 Meter südöstlich des alten Hauses liegt.